# Al Huggins
Al Huggins (né le 21 décembre 1910 à Toronto, dans la province de l'Ontario au Canada et mort en juillet 1991 également à Toronto) est un joueur professionnel canadien de hockey sur glace qui évoluait au poste de ailier gauche.

## Biographie
Après avoir remporté la coupe Allan en 1930 avec l'Association athlétique amateur de Montréal, Huggins signe un contrat comme agent libre le 2 septembre 1930 avec les Maroons de Montréal. Il partage sa saison entre les Maroons et leur équipe affiliée dans Ligue internationale de hockey, les Bulldogs de Windsor. Il joue ensuite six saisons professionnelles avec les Bulldogs puis les Stars de Syracuse. En 1935, il prend sa retraite pour prendre le rôle d'entraîneur de ce mêmes Stars. Deux ans plus tard, il rechausse les patins avec l'équipe amateur des Porkies de South Porcupine avant de les raccrocher définitivement en 1942.

## Statistiques
| Saison     | Équipe                     | Ligue       |     | Saison régulière | Saison régulière | Saison régulière | Saison régulière | Saison régulière |   | Séries éliminatoires | Séries éliminatoires | Séries éliminatoires | Séries éliminatoires | Séries éliminatoires |
| Saison     | Équipe                     | Ligue       | PJ  | B                | A                | Pts              | Pun              | PJ               | B | A                    | Pts                  | Pun                  |                      |                      |
| 1926-1927  | Toronto Canoe Club         | OHA-Jr.     | 9   | 0                | 0                | 0                | 0                |                  |   |                      |                      |                      |                      |                      |
| 1927-1928  | Montréal CPR               | MCHL        |     |                  |                  |                  |                  |                  |   |                      |                      |                      |                      |                      |
| 1928-1929  | Iroquois Falls Papermakers | NOHA        |     |                  |                  |                  |                  |                  |   |                      |                      |                      |                      |                      |
| 1929-1930  | Montréal AAA               | MCHL        | 7   | 3                | 0                | 3                | 16               | 2                | 1 | 0                    | 1                    | 2                    |                      |                      |
| 1930-1931  | Maroons de Montréal        | LNH         | 20  | 1                | 1                | 2                | 2                |                  |   |                      |                      |                      |                      |                      |
| 1930-1931  | Bulldogs de Windsor        | LIH         | 27  | 1                | 0                | 1                | 27               | 6                | 1 | 0                    | 1                    | 4                    |                      |                      |
| 1931-1932  | Bulldogs de Windsor        | LIH         | 40  | 13               | 11               | 24               | 51               | 6                | 0 | 3                    | 3                    | 10                   |                      |                      |
| 1932-1933  | Bulldogs de Windsor        | LIH         | 41  | 9                | 9                | 18               | 47               | 6                | 0 | 2                    | 2                    | 4                    |                      |                      |
| 1933-1934  | Stars de Syracuse          | LIH         | 43  | 14               | 23               | 37               | 24               | 6                | 0 | 3                    | 3                    | 4                    |                      |                      |
| 1934-1935  | Stars de Syracuse          | LIH         | 42  | 10               | 19               | 29               | 41               |                  |   |                      |                      |                      |                      |                      |
|            |                            |             |     |                  |                  |                  |                  |                  |   |                      |                      |                      |                      |                      |
| 1937-1938  | Porkies de South Porcupine | NOHA        | 8   | 3                | 5                | 8                | 8                |                  |   |                      |                      |                      |                      |                      |
| 1938-1939  | Porkies de South Porcupine | NOHA        |     | 13               | 16               | 29               |                  |                  |   |                      |                      |                      |                      |                      |
| 1939-1940  | Porkies de South Porcupine | NOHA        | 15  | 5                | 1                | 6                | 18               | 5                | 1 | 2                    | 3                    | 8                    |                      |                      |
| 1939-1940  | Porkies de South Porcupine | Coupe Allan | 3   | 0                | 0                | 0                | 2                |                  |   |                      |                      |                      |                      |                      |
| 1940-1941  | Porkies de South Porcupine | NOHA        | 22  | 8                | 8                | 16               | 18               |                  |   |                      |                      |                      |                      |                      |
| 1941-1942  | Porkies de South Porcupine | NOHA        | 4   | 1                | 4                | 5                | 0                |                  |   |                      |                      |                      |                      |                      |
| Totaux LNH | Totaux LNH                 | Totaux LNH  | 20  | 1                | 1                | 2                | 2                |                  |   |                      |                      |                      |                      |                      |
| Totaux LIH | Totaux LIH                 | Totaux LIH  | 193 | 47               | 62               | 109              | 190              | 24               | 1 | 8                    | 9                    | 22                   |                      |                      |